# Hymenomima seriata
Hymenomima seriata är en fjärilsart som beskrevs av Louis Beethoven Prout 1933. Hymenomima seriata ingår i släktet Hymenomima och familjen mätare. Inga underarter finns listade i Catalogue of Life.